# Festuca scabra
Festuca scabra är en gräsart som beskrevs av Vahl. Festuca scabra ingår i släktet svinglar, och familjen gräs. Inga underarter finns listade i Catalogue of Life.